# Kathrin Murche
Kathrin Murche (* 16. November 1999 in Torgau) ist eine deutsche Sportschützin im Wurfscheibenschießen in der Disziplin Trap.

## Leben und Karriere
Murche startete erstmalig mit 15 Jahren bei den Deutschen Meisterschaften 2014 in München in ihrer Altersklasse des Trap-Wettkampfes für den SSC Neiden und erhielt auf Anhieb die Bronzemedaille. Im Jahr danach wurde sie Deutsche Vizemeisterin und der Einstieg in den Juniorenkader. 2016 begann ihre internationale Karriere beim Junioren-Weltcup in Suhl, wo sie den vierzehnten Platz erreichte und mit der Mannschaft die Bronzemedaille erhielt. Im gleichen Jahr folgten die Europameisterschaften in Lonato, wo sie Zehnte wurde und mit der Mannschaft Dritte wurde. Ein Jahr später wurde sie wieder Zehnte bei den Europameisterschaften in Baku und mit der Mannschaft wurde sie gemeinsam mit Marie-Louis Meyer und Bettina Valdorf Europameisterin. Es folgte die ersten Weltmeisterschaft in Moskau, bei der sie Platz 19 belegte und mit der Mannschaft Vierte wurde. 2018 ging es zu den Europameisterschaften nach Leobersdorf dort verpasste sie knapp das Finale und wurde Siebte und mit der Mannschaft wieder Platz drei. In Changwon dann die Weltmeisterschaften, dort schaffte sie den Sprung ins Finale und belegte am Ende den fünften Platz. Im Folgejahr die letzten Starts im Juniorenbereich, wo Murche ebenfalls knapp das Finale bei den Europameisterschaften in Lonato im Einzelwettkampf verpasste, mit der Mannschaft Vizeeuropameisterin wurde und im Trap-Mixed-Event unter den Top Ten lag.
Durch die Corona-Pandemie war nun eine Wettkampfzwangspause angesagt und die ersten Wettkämpfe im Erwachsenenkader mussten warten. 2021 dann der Neustart, wo sie beim Weltcup in Osijek im Trap-Finale den fünften Platz belegte. Ein Jahr später war Murche bei fast allen Wettkämpfen im vorderen Bereich zu finden, beim Weltcup in Baku wurde sie Siebte, in Changwon die Bronzemedaille im Mixed-Event, in Lonato der neunte Platz mit der Mannschaft und in Nikosia alle drei Starts (Trap, Trap Team und Trap Mixed) unter den Top Ten. Ähnlich war es auch bei den Europameisterschaften in Larnaka und den Weltmeisterschaften in Osijek. Der Start in die 2023er-Saison verlief gegenüber dem Vorjahr zunächst schleppender, ehe Murche bei den Weltmeisterschaften in Baku das Finale erreichte und den dritten Platz belegte. Mit der Bronzemedaille holte sie auch einen Quotenplatz für die Olympischen Spiele 2024 in Paris.